# Communauté de communes Sarlat-Périgord noir
La communauté de communes Sarlat-Périgord noir, est une communauté de communes française, située dans le département de la Dordogne et la région Nouvelle-Aquitaine.
Elle fait partie du pays du Périgord noir.

## Historique
Créée le 30 décembre 1997 avec sept communes, la communauté de communes du Périgord noir prend effet le 1er janvier 1998.
Le 31 décembre 2010, elle fusionne avec la communauté de communes du Sarladais composée elle aussi de sept communes. La nouvelle intercommunalité conserve d'abord le nom de communauté de communes du Périgord Noir puis est rebaptisée communauté de communes Sarlat-Périgord Noir le 17 mai 2011. Le siège qui était à Vitrac passe à Sarlat-la-Canéda,.
Le 1er janvier 2011, la commune de Carsac-Aillac quitte l'intercommunalité pour rejoindre la communauté de communes du Carluxais Terre de Fénelon.

## Territoire communautaire

### Géographie physique
Située au sud-est  du département de la Dordogne, la communauté de communes Sarlat-Périgord noir regroupe 13 communes et présente une superficie de 228,2 km2.

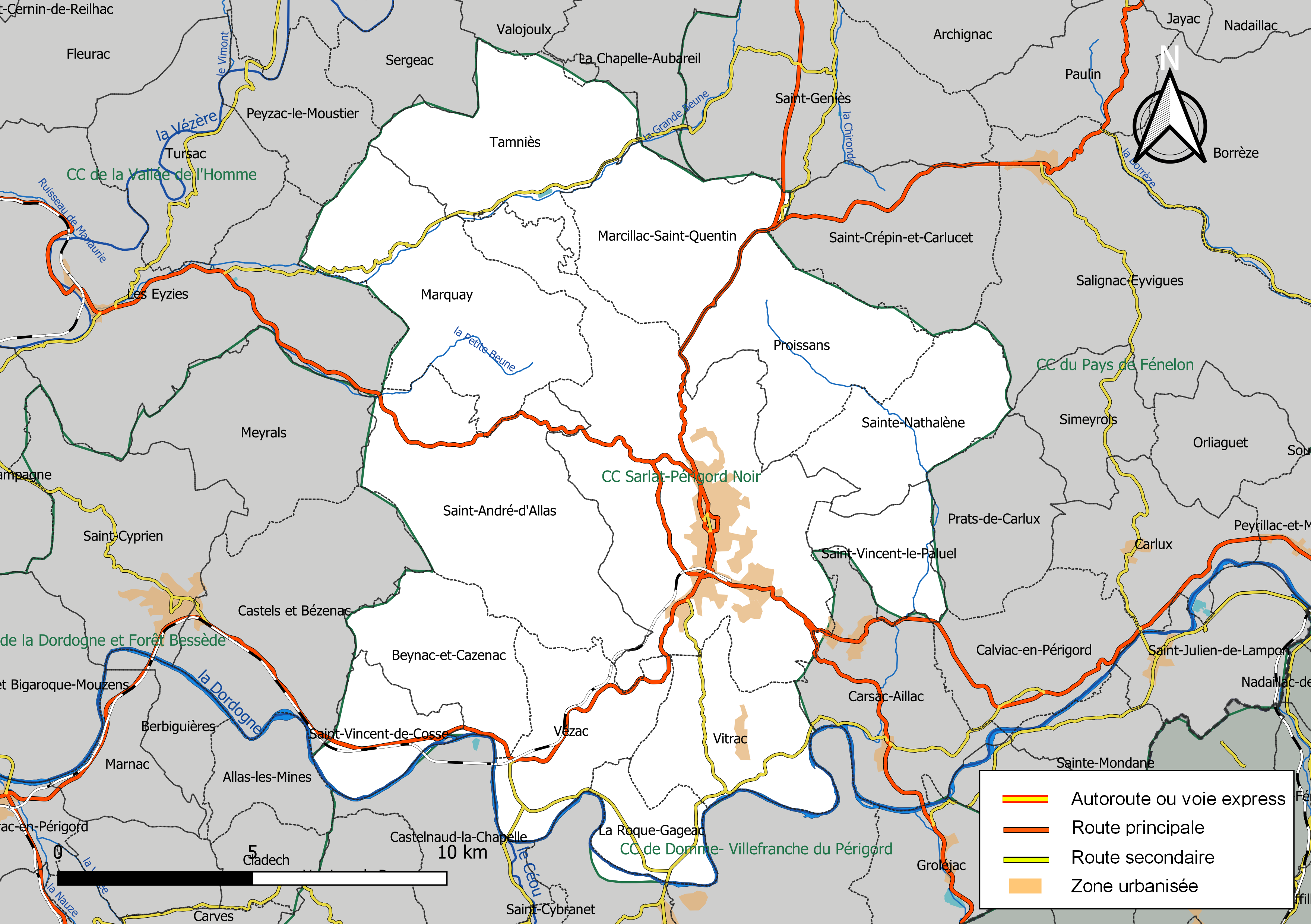
Carte de la communauté de communes Sarlat-Périgord noir au 1er janvier 2019.

### Composition

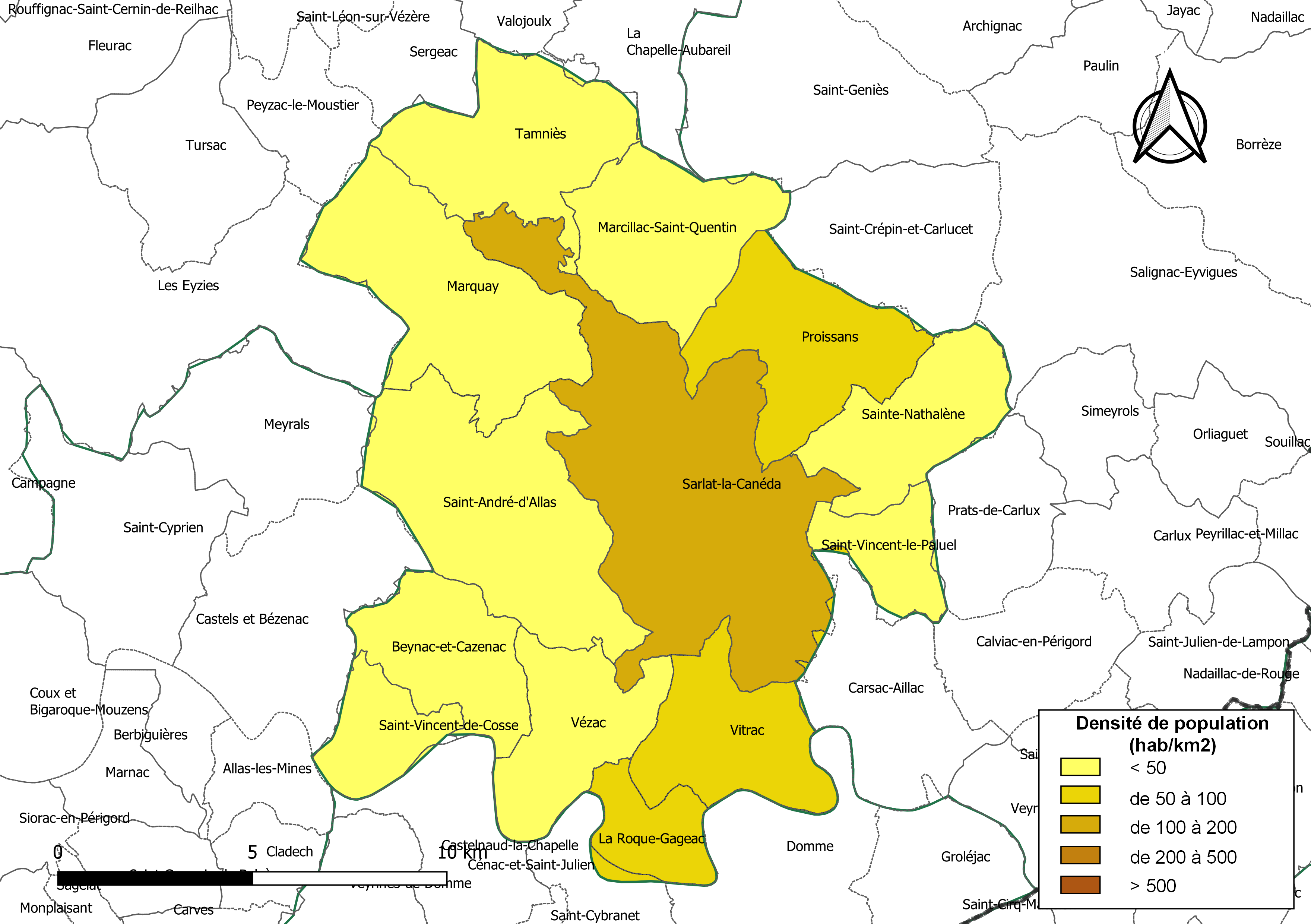
Carte des densités de population (millésimée 2016) des communes de la communauté de communes Sarlat-Périgord noir. Composition en communes au 1er janvier 2019.

La communauté de communes est composée des 13 communes suivantes :

| Nom                      | Code Insee | Gentilé                 | Superficie (km2) | Population (dernière pop. légale) | Densité (hab./km2) |
| ------------------------ | ---------- | ----------------------- | ---------------- | --------------------------------- | ------------------ |
| Sarlat-la-Canéda (siège) | 24520      | Sarladais               | 47,13            | 8 786 (2022)                      | 186                |
| Beynac-et-Cazenac        | 24040      | Beynacois-et-Cazenacois | 12,74            | 447 (2022)                        | 35                 |
| Marcillac-Saint-Quentin  | 24252      | Marcillaquois           | 16,46            | 839 (2022)                        | 51                 |
| Marquay                  | 24255      | Marquaysiens            | 24,27            | 587 (2022)                        | 24                 |
| Proissans                | 24341      | Proissanais             | 17,56            | 1 086 (2022)                      | 62                 |
| La Roque-Gageac          | 24355      | Laroquois               | 7,17             | 439 (2022)                        | 61                 |
| Saint-André-d'Allas      | 24366      | Andrésiens              | 28,77            | 885 (2022)                        | 31                 |
| Saint-Vincent-de-Cosse   | 24510      | Vinecossois             | 7,19             | 384 (2022)                        | 53                 |
| Saint-Vincent-le-Paluel  | 24512      | Saint-Vincenais         | 6,86             | 293 (2022)                        | 43                 |
| Sainte-Nathalène         | 24471      | Nadalénois              | 13,57            | 648 (2022)                        | 48                 |
| Tamniès                  | 24544      | Tamniacois              | 19,09            | 405 (2022)                        | 21                 |
| Vézac                    | 24577      | Vézacois                | 12,97            | 512 (2022)                        | 39                 |
| Vitrac                   | 24587      | Vitracois               | 14,38            | 857 (2022)                        | 60                 |

### Démographie
Le tableau et le graphique ci-dessous correspondent au périmètre actuel de la communauté de communes Sarlat-Périgord noir, qui n'a été créée qu'en 1997.
| 1968   | 1975   | 1982   | 1990   | 1999   | 2008   | 2013   | 2019   |
| ------ | ------ | ------ | ------ | ------ | ------ | ------ | ------ |
| 13 256 | 14 228 | 14 685 | 15 639 | 15 863 | 16 201 | 16 464 | 16 085 |

## Représentation
À partir du renouvellement des conseils municipaux de mars 2014, le nombre de délégués siégeant au conseil communautaire est le suivant : cinq communes disposent d'un siège ; sept autres en ont deux et Sarlat-la-Canéda en a dix-sept, ce qui fait un total de trente-sept conseillers communautaires.
Après le renouvellement du conseil municipal de Vitrac en septembre 2018, la répartition des trente-sept conseillers est modifiée comme suit : dix-sept pour Sarlat-la-Canéda, deux pour huit communes (Beynac-et-Cazenac, Marcillac-Saint-Quentin, Marquay, Proissans, Saint-André-d'Allas, Sainte-Nathalène, Vézac et Vitrac) et un seul siège pour quatre communes (La Roque-Gageac, Saint-Vincent-de-Cosse, Saint-Vincent-le-Paluel et Tamniès).
Au renouvellement des conseils municipaux de mars 2020, le conseil communautaire de la communauté de communes se compose de 37 délégués représentant chacune des communes membres et élus pour une durée de six ans.
Ils sont répartis comme suit :
| Nombre de délégués par commune | Communes |
| ------------------------------ | --- |
| 17                             | Sarlat-la-Canéda |
| 2                              | Beynac-et-Cazenac, Marcillac-Saint-Quentin, Marqauy, Proissans, Saint-André-d'Allas, Sainte-Nathalène, Vézac, Vitrac, |
| 1                              | La Roque-Gageac, Saint-Vincent-de-Cosse, Saint-Vincent-le-Paluel, Tamniès                                             |

## Administration
| Période                                  | Période  | Identité                | Étiquette | Qualité                                 |
| ---------------------------------------- | -------- | ----------------------- | --------- | --------------------------------------- |
| janvier 2011 (réélu en juillet 2020)     | En cours | Jean-Jacques de Peretti | UMP-ex-LR | Maire de Sarlat-la-Canéda (depuis 1989) |
| Les données manquantes sont à compléter. |          |                         |           |                                         |

| Période      | état     | Identité                   |              | Qualité                                                             | en charge de                                       |
| ------------ | -------- | -------------------------- | ------------ | ------------------------------------------------------------------- | -------------------------------------------------- |
| juillet 2020 | en cours | Benoît Secrestat           | PS           | maire de Proissans (depuis 2014)                                    | Économie, emploi, finances et ressources humaines  |
| Juillet 2020 | en cours | Jérôme Peyrat              | ex-LR, LaRem | maire de La Roque-Gageac (depuis 1995)                              | Économie touristique                               |
| juillet 2020 | en cours | Marie-Pierre Delattaignant |              | adjointe à Sarlat-la-Canéda, chargée des solidarités et de la santé | Solidarités et santé                               |
| juillet 2020 | en cours | Jean-Michel Pérusin        |              | Maire de Sainte-Nathalène (depuis 2014)                             | Urbanisme, habitat et environnement                |
| juillet 2020 | en cours | Patrick Salinié            |              | maire de Saint-André-d'Allas (depuis 2014)                          | Culture, petite enfance, enfance et jeunesse       |
| juillet 2020 | en cours | Frédéric Traverse          |              | maire de Vitrac (depuis 2014)                                       | Voirie (investissement) et SPANC                   |
| juillet 2020 | en cours | Didier Delibie             |              | adjoint au Maire de Marquay                                         | Voirie (fonctionnement)                            |
| juillet 2020 | en cours | Patrick Aldrin             |              | adjoint à Sarlat-la-Canéda                                          | Sécurité, prévention du risque, suivi de chantiers |
| juillet 2020 | en cours | Fabienne Lagoubie          |              | adjointe à Sarlat-la-Canéda                                         | Programme alimentaire, agriculture et mobilité     |

| Période      | état     | Identité             |  | Qualité | en charge de                                             |
| ------------ | -------- | -------------------- |  | --- | -------------------------------------------------------- |
| juillet 2020 | en cours | Jean-Marie Chaumel   |  | Maire de Saint-Vincent-de-Cosse (depuis 2001)                                                                         | Solidarités et santé                                     |
| juillet 2020 | en cours | Olivier Lamonzie     |  | Maire de Tamniès (depuis 2020)                                                                                        | Programme alimentaire, agriculture                       |
| juillet 2020 | en cours | Christophe Najem     |  | Adjoint au Maire de Sarlat-la-Canéda, chargé de l'attractivité de la ville, du tourisme et de la transition numérique | Économie numérique et économie touristique               |
| juillet 2020 | en cours | Marie-Pierre Valette |  | adjointe déléguée au maire de Sarlat-la-Canéda                                                                        | Finances, administration générale et ressources humaines |

## Compétences
L'arrêté no 2013322-0013 du 15 novembre 2013 modifie les compétences de l'intercommunalité, qui concernent désormais :
- l'aménagement de l'espace ;
- les actions de développement économique ;
- la protection et la mise en valeur de l'environnement ;
- la politique du logement et du cadre de vie ;
- la voirie ;
- les équipements culturels, sportifs, d'enseignement préélémentaire et élémentaire ;
- l'action sociale d'intérêt communautaire ;
- l'assainissement ;
- l'enseignement musical ;
- le regroupement des moyens de lutte contre l'incendie ;
- les activités culturelles et sportives ;
- le relais d'assistantes maternelles ;
- la lutte contre les parasites.